# Cantone di Le Monastier-sur-Gazeille
Il Cantone di Le Monastier-sur-Gazeille era una divisione amministrativa dell'Arrondissement di Le Puy-en-Velay.
A seguito della riforma approvata con decreto del 17 febbraio 2014, che ha avuto attuazione dopo le elezioni dipartimentali del 2015, è stato soppresso.

## Composizione
Comprendeva 11 comuni:
- Alleyrac
- Chadron
- Freycenet-la-Cuche
- Freycenet-la-Tour
- Goudet
- Laussonne
- Le Monastier-sur-Gazeille
- Moudeyres
- Présailles
- Saint-Martin-de-Fugères
- Salettes